# Jong Chol-min
Jong Chol-min ((정철민?, 鄭哲民?); 29 ottobre 1988) è un calciatore nordcoreano, attaccante del Rimyongsu.